# Louis Rosier
 Louis Rosier  (Chapdes-Beaufort, 5 de novembre del 1905 - Neuilly-sur-Seine, 29 d'octubre del 1956) va ser un pilot de curses automobilístiques francès que va arribar a disputar curses de Fórmula 1.

## Biografia
Nasqué el 1905 a Chapdes-Beaufort (Puèi Domat, França) i va morir el 1956 a causa de les ferides sofertes en un accident pilotant un cotxe a Montlhéry.

## A la F1
Va participar en la primera cursa de la història de la Fórmula 1 disputada el 13 de maig del 1950, el GP de la Gran Bretanya, que formava part del campionat del món de la temporada 1950 de F1, de la que va disputar només dues proves.
Rosier va participar en un total de trenta-vuit curses puntuables pel campionat de la F1, repartides al llarg de set temporades a la F1, les que hi ha entre 1950 i 1956.
També va disputar i guanyar nombroses curses no puntuables pel mundial de la F1 (destacant entre les seves victòries les 24 hores de Le Mans del 1950).
Louis Rosier va ser un dels promotors clau en la construcció del Circuit de Charade.

### Ecurie Rosier
Louis Rosier va ser el creador de l'escuderia Ecurie Rosier. Van córrer principalment amb cotxes Talbot-Lago, després Maserati 4CLT i 250F, i finalment amb Ferrari 500. L'equip va tenir pilots com Henri Louveau, Georges Grignard, Louis Chiron, Maurice Trintignant, André Simon i Robert Manzon.

### Resultats a la F1
| Any  | Equip                  | Xassís      | Motor      | 1       | 2       | 3       | 4       | 5       | 6       | 7      | 8       | 9      | Posició | Punts |
| ---- | ---------------------- | ----------- | ---------- | ------- | ------- | ------- | ------- | ------- | ------- | ------ | ------- | ------ | ------- | ----- |
| 1950 | Ecurie Rosier          | Talbot-Lago | Straight-6 | GBR 5   | MON Ret | 500     |         |         |         | ITA 4  |         |        | 4º      | 13    |
| 1950 | Sunbeam-Talbot-Darracq | Talbot-Lago | Straight-6 |         |         |         | SUI 3   | FRA Ret | BEL 3   |        |         |        | 4º      | 13    |
| 1950 | Charles Pozzi          | Talbot-Lago | Straight-6 |         |         |         |         | FRA 6*  |         |        |         |        | 4º      | 13    |
| 1951 | Ecurie Rosier          | Talbot-Lago | Straight-6 | SUI 9   | 500     | BEL 4   | FRA Ret | GBR 10  | ALE 8   | ITA 7  | ESP 7   |        | 13º     | 3     |
| 1952 | Ecurier Rosier         | Ferrari     | Ferrari    | SUI Ret | 500     | BEL Ret | FRA Ret | GBR     | GER     | HOL    | ITA 10  |        | -       | 0     |
| 1953 | Ecurier Rosier         | Ferrari     | Ferrari    | ARG     | 500     | HOL 7   | BEL 8   | FRA 8   | GBR 10  | ALE 10 | SUI Ret | ITA 16 | -       | 0     |
| 1954 | Ecurier Rosier         | Ferrari     | Ferrari    | ARG Ret | 500     | BEL     | FRA Ret | GBR Ret | ALE 8   | SUI    |         |        | -       | 0     |
| 1954 | Maserati               | Maserati    | Straight-6 |         |         |         |         |         |         |        | ITA 8   |        | -       | 0     |
| 1954 | Ecurie Rosier          | Maserati    | Straight-6 |         |         |         |         |         |         |        |         | ESP 7  | -       | 0     |
| 1955 | Ecurie Rosier          | Maserati    | Straight-6 | ARG     | MON Ret | 500     | BEL 9   | HOL 9   | GBR     | ITA    |         |        | -       | 0     |
| 1956 | Ecurie Rosier          | Maserati    | Straight-6 | ARG     | MON Ret | 500     | BEL 8   | FRA 6   | GBR Ret | ALE 5  | ITA     |        | 19º     | 2     |

(*) Cotxe compartit.

### Resum
| Curses: | Victòries: | Pòdiums: | Poles: | Voltes ràpides: | Punts: |
| ------- | ---------- | -------- | ------ | --------------- | ------ |
| 38      | 0          | 2        | 0      | 0               | 18     |